# Centre National d’Études Spatiales
Centre National d’Études Spatiales, w skrócie CNES (pol. Państwowy Ośrodek Badań Kosmicznych) – francuska organizacja rządowa i zarazem agencja kosmiczna odpowiedzialna za rozwój badań kosmicznych. Koordynuje i organizuje badania przy użyciu sztucznych satelitów Ziemi, rakiet sondażowych i balonów stratosferycznych oraz kieruje produkcją tych obiektów i rakiet nośnych. Ośrodki agencji znajdują się w Gujanie Francuskiej, Tuluzie oraz Paryżu.
CNES zajmuje się badaniami, scalaniem materiałów zamawianych w przedsiębiorstwach przemysłowych oraz operacjami wysyłania rakiet i obiektów kosmicznych.

## Podległe ośrodki
- Centre Spatial Guyanais – Gujańskie Centrum Kosmiczne (kosmodrom w Gujanie Francuskiej)
- Centre Spatial de Toulouse – Centrum Kosmiczne w Tuluzie(inne języki)
- Paris Daumesnil – Direction des lanceurs – dyrekcja wyrzutni w Paryżu-Daumesnil, dawniej mieszcząca się w Brétigny-sur-Orge pod Paryżem)
- siedziba CNES – Paryż